# NEC V25

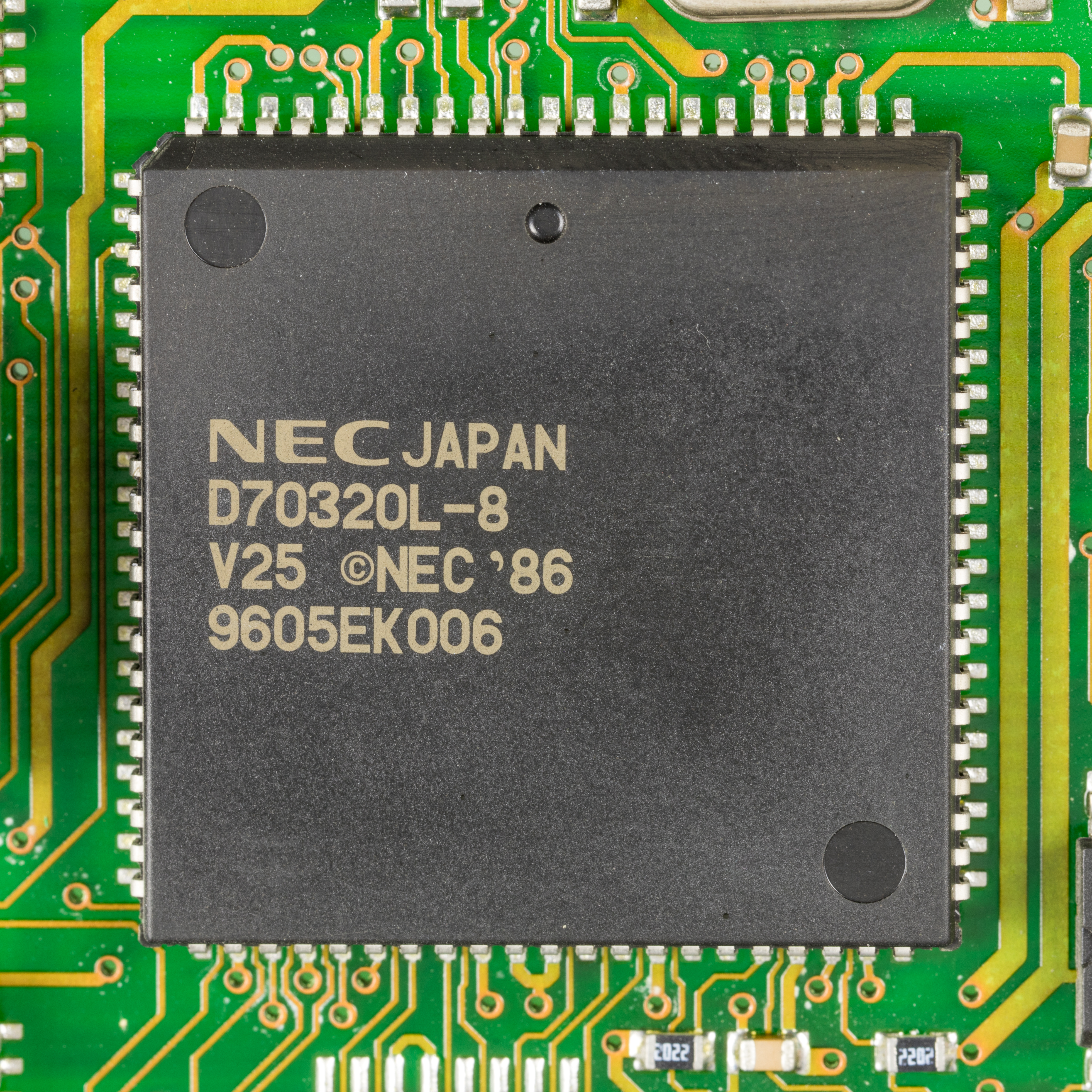
NEC V25.

NEC V25 (µPD70320) はNEC V20 プロセッサのマイクロコントローラ版である。
特徴:
- NEC V20 コア: 8ビットの外部データパス、20ビットのアドレスバス
- タイマー
- 割り込みコントローラ内蔵

NECによると公式には2003年初頭に生産終了になった。